# Manne Hofrén

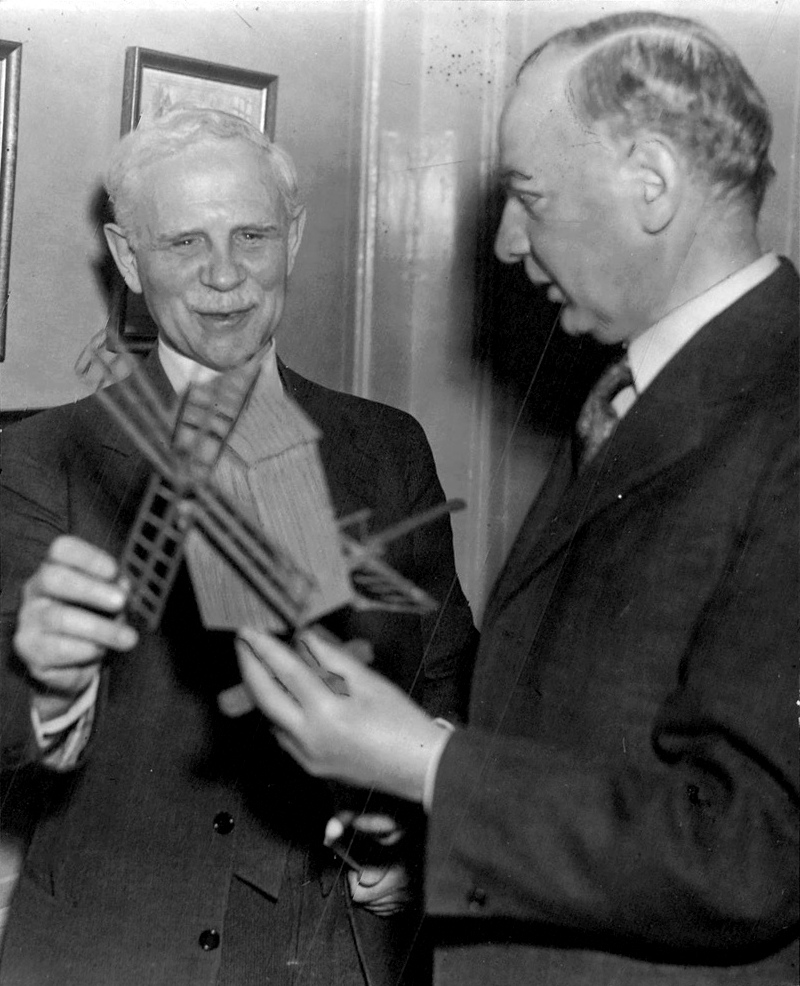
Manne Hofrén (till höger) och Axel Lekander (till vänster) studerar en modell av en öländsk väderkvarn.

Sigurd Emanuel (Manne) Hofrén, född 6 september 1895 i Härnösand, död 4 augusti 1975 i Kalmar, var en svensk konsthistoriker och museiman. Han var son till snickarmästaren Sigurd Hofrén och Emma Jansson samt far till Erik Hofrén.

## Biografi
Hofrén blev filosofie licentiat 1923 och filosofie doktor 1937. Han ägnade sig till att börja med åt arbete vid Nordiska museet och Statens historiska museum. Han ordnade därefter friluftsmuseet i Bjärka-Säby och var från 1924 till 1961 landsantikvarie och intendent och vid Kalmar läns museum och  1926-39 stadsbibliotekarie i Kalmar. Hofrén bidrog verksamt till restaureringen av Kalmar slott och ordnandet av länsmuseet. 
Han var en flitig kulturhistorisk forskare framför allt vad gäller den östsmåländska högreståndskulturen under 1700-talet, med publikationer om såväl vad gäller byggnader som bostadskultur, bl.a. om Helgerums slott i Västrums socken i Tjust (1949). Grundläggande är där hans över 500-sidiga doktorsavhandling Herrgårdar och boställen. En översikt över byggnadskultur och heminredning å Kalmar läns herrgårdar 1650-1850 (1937), utgiven av Nordiska museet. Han utforskade också den småländska bondeseglationen och dess förhållande till kustbygdens näringar, och skeppsvarven och det östsmåländska militärväsendet. Om de kända öländska konstnärerna Per Ekström och Ivan Hoflund utgav han  biografier 1947. Till kalmartidningen Barometerns 125-årsjubileum 1966 utgav han tidningens historik. En betydande insats gjorde han för utforskandet av Kalmar stads historia, där han utgav en historik 1936 och 1970 monografin Karolinska borgarhus i sten. Han utgav de omfattande  topografiska historikerna Pataholm Kulturhistoriska notiser kring smålandskustens köpingsväsen (1946) Ålems socken (1949) och Oskarshamn 1856-1956 (1956). Till den svenska hantverksväsendets historia utgav han Byskomakaren Jonas Stolts minnen. Anteckningar från Högsby socken i Kalmar län (1956). Han var redaktör för Kalmar län. Årsbok för kulturhistoria och hembygdsvård och Kalmars stadshistoriska skriftserie S:te Christophers gilles chroenika under nära 40 år.
Han var korresponderande ledamot av Vitterhetsakademien och Kungliga Gustav Adolfs Akademien för svensk folkkultur. År 1949 tilldelades han Illis quorum.

## Tryckta skrifter
- Brita von Zweigbergk, Manne Hofréns tryckta skrifter under femtio år. En bibliografi upprättad till sjuttioårsdagen. Kalmar 1966, 87 sid
- Brita von Zweigbergk, "Manne Hofréns tryckta skrifter åren 1966-1975" [supplement till ovanstående] i Kalmar län. Årsbok för kulturhistoria och hembygdsvård  62 1977, sid. 117-122.